# Pandánassa (ort i Grekland)
Pandánassa (Pantanassa) är en ort i Grekland.   Den ligger i prefekturen Nomós Aitolías kai Akarnanías och regionen Västra Grekland, i den centrala delen av landet, 200 km väster om huvudstaden Aten. Pandánassa ligger 36 meter över havet och antalet invånare är 531. Den ligger vid sjön Límni Trichonída.
Terrängen runt Pandánassa är varierad. Runt Pandánassa är det ganska glesbefolkat, med 23 invånare per kvadratkilometer. Närmaste större samhälle är Agrínio, 13,0 km väster om Pandánassa. 